# Csorba Győző

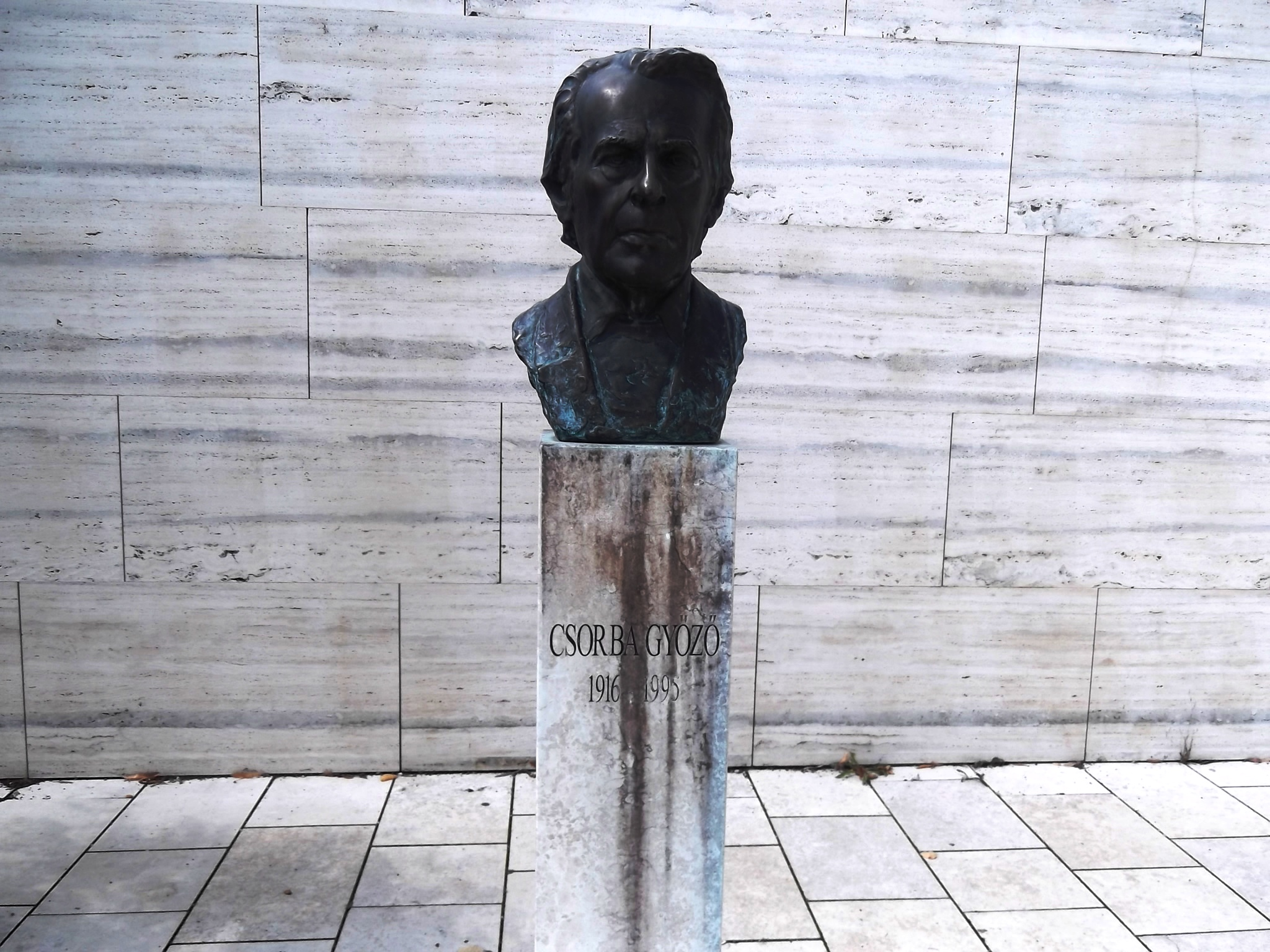
Mellszobra Pécsett a Tudásközpont udvarán. A szobrász Trischler Ferenc

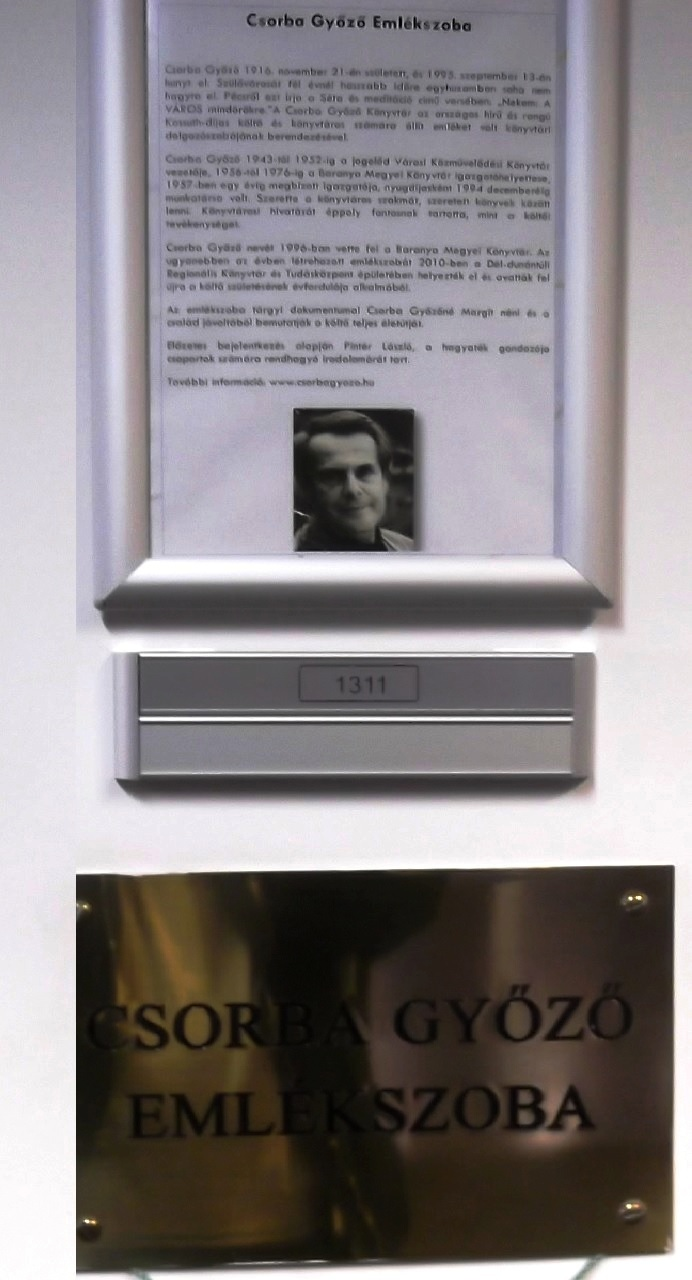
PTE Tudásközpont Csorba Győző emlékszobája.

Egy gyulai író-olvasó találkozón, 1975. május 26-án

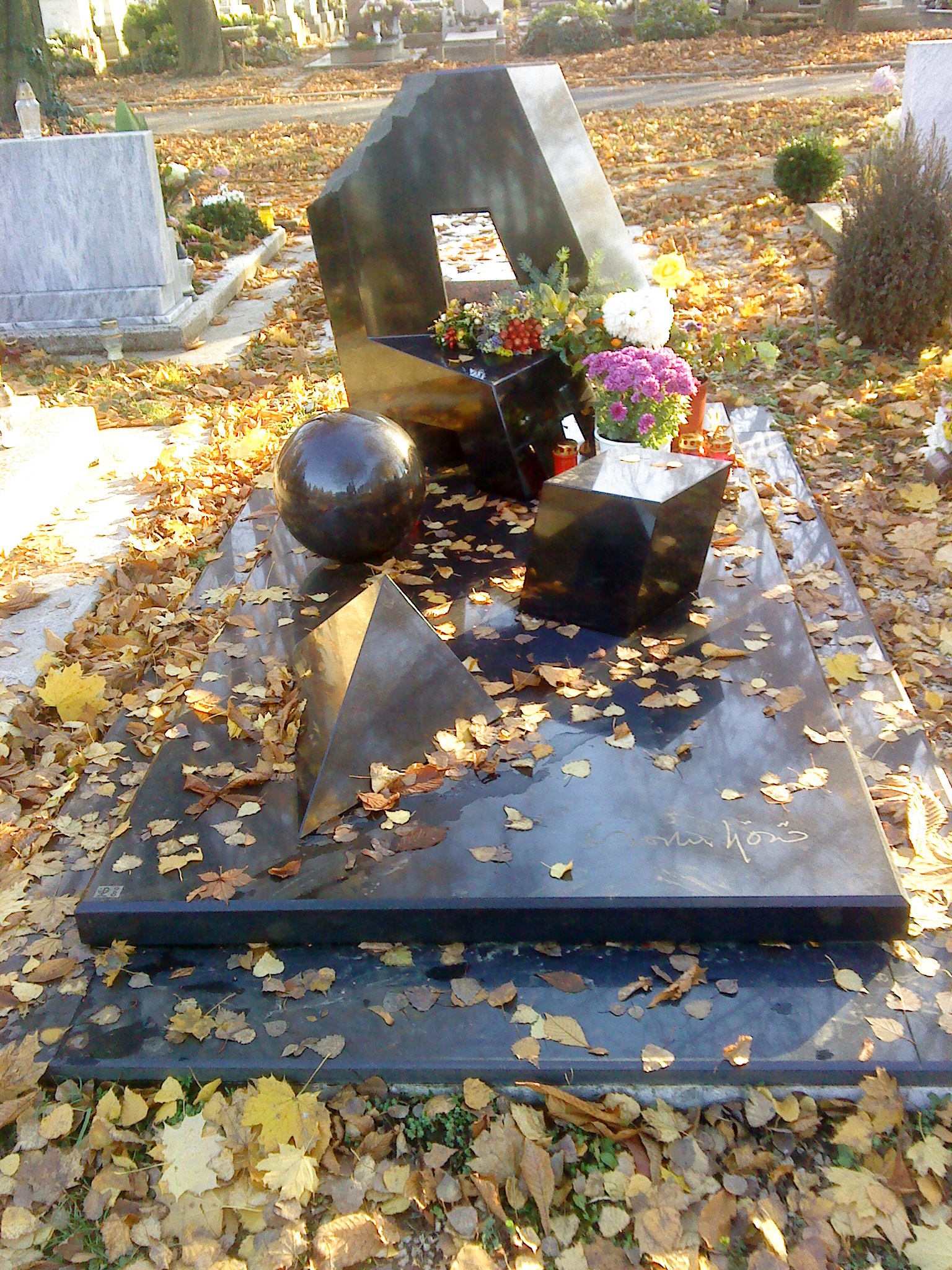
Csorba Győző sírja

Csorba Győző (Pécs, 1916. november 21. – Pécs, 1995. szeptember 13.) Kossuth-díjas és kétszeres József Attila-díjas magyar költő, műfordító.

## Élete
Csorba György vasúti címfestő és Borsodi Mária nyolcadik gyermekeként született. Nyolcosztályos gimnáziumban, a Pius gimnáziumban tanult, majd 1935-ben érettségizett. 1939-ben a pécsi Erzsébet Tudományegyetemen államtudományi diplomát és doktorátust szerzett. 1939–1941 között diplomával is munkanélküli volt. 1941–1943 között közigazgatási tisztviselőként dolgozott. 1943–1952 között a Pécsi Városi Könyvtár vezetője volt. 1952–1956 között a Baranya Megyei Könyvtár csoportvezetője, majd 1956–1976 között igazgatóhelyettese volt. 1995-ben felvették a Széchenyi Irodalmi és Művészeti Akadémia tagjai közé. A Digitális Irodalmi Akadémia tagja.

## Költészete
Költészete a halál jegyében és a halál ellenében született. Életműve hatalmas napló, gyakran minden áttétel nélkül elmondott események sorozata, számadás egy élet és egy életmű értelméről, és számadás barátokról, társakról, valamint a magányról, a szerelemről és a természetről. Nyelvtani és verstani újításaiban időnként nemzedéktársára, Weöres Sándorra is hatott. Műfordítói tehetségét már 1940-ben az ófrancia eredetiből tolmácsolt Hélinant: A halál versei című kötetével bizonyította, amikor a magyarban szokatlan versformát és stílust honosított meg. Szerepe van Janus Pannonius jelentőségének elismertetésében. A középkori és modern európai lírát egyaránt fordító költő – többek között – Goethe és Brecht kiemelkedő tolmácsolója.
Költői és műfordítói munkássága mellett jelentős irodalomszervezői tevékenységet folytatott, mint a Sorsunk, majd a Jelenkor című folyóiratok szerkesztője, utóbbinak haláláig főmunkatársa.

## Magánélete
1944 novemberében megnősült, felesége Velényi Margit volt. Három leánygyermeke született: Eszter, Noémi és Zsófia.

## Művei
- Pintér László. Csorba Győző blog. Csorba Győző kötetek részletes ismertetése a honlapon.[4]
- Mozdulatlanság (vers, 1938)
- A híd panasza. Versek; Janus Pannonius Társaság, Pécs, 1943 (A Janus Pannonius Társaság könyvtára)
- Négy kicsi cica (gyermekvers, 1946)
- Szabadulás (vers, 1947)
- Ocsúdó évek. Önéletrajzi költemény; Dunántúl, Pécs, 1955
- A szó ünnepe (vers, 1959)
- Séta és meditáció (vers, 1965)
- Lélek és ősz (vers, 1968)
- A lélek évszakai (válogatott versek, 1970)
- Időjáték (vers, 1972)
- Anabázis (vers, 1974)
- Március (vers, 1975)
- Észrevételek (vers, 1976)
- Összegyűjtött versek (összegyűjtött versek, 1978)
- Válogatott versek 1945–1975 (válogatott versek, 1979)
- Ritmus, rend, zene (vers, 1981)
- A világ küszöbei (vers, 1981)
- Simeon tűnődése (vers, 1983)
- Görbül az idő (vers, 1985)
- Vissza Ithakába (válogatott versek, 1986)
- A szavak bolyhai (vers, 1988)
- A város oldalában. Beszélgetések; kérdező Csuhai István; Jelenkor, Pécs, 1991
- Szemközt vele (vers, 1991)
- Egy eltűnt pécsi utcára (válogatott versek, 1991)
- Csikorgó (vers, 1995)
- Kétféle idő. A szerző válogatása életművéből (vers, 1995)
- Csorba Győző válogatott versei; szerk., utószó Tüskés Tibor; Unikornis, Bp., 1997 (A magyar költészet kincsestára)
- Hátrahagyott versek, 1962-1993; vál., szerk., utószó Bertók László, jegyz. Pintér László; Pro Pannonia, Pécs, 2000 (Pannónia könyvek)[5]
- Vallomások, interjúk, nyilatkozatok; vál., szerk. Tüskés Tibor; Pro Pannonia, Pécs, 2001 (Pannónia könyvek)
- Római följegyzések, 1947-1948; szerk. Csuhai István; Pro Pannónia, Pécs, 2002 (Pannónia könyvek)
- "... élni kell, ameddig élünk". Csorba Győző és Bertha Bulcsu levelezése, 1961–1995; szerk. Pintér László; Pro Pannonia, Pécs, 2004 (Pannónia könyvek)
- "... hűséges baráti ölelésemet küldöm...". Csorba Győző és Fodor András levelezése, 1947–1994; összeáll., jegyz., utószó Pintér László, előszó Tüskés Tibor; Pro Pannonia, Pécs, 2005 (Pannónia könyvek)
- Csorba Győző és barátai. Budapesti levelek Pécsre; sajtó alá rend., utószó Pintér László, előszó Pomogáts Béla; Pro Pannonia, Pécs, 2006 (Pannónia könyvek)
- Csorba Győző és Takáts Gyula levelezése, 1941–1991; sajtó alá rend., utószó, jegyz. Pintér László; Pro Pannonia, Pécs, 2008 (Pannónia könyvek)

## Műfordításai
- Hélinand de Froidmont: A halál versei (1940)
- Goethe: Faust 2. rész (Helikon klasszikusok) (1959)
- Bertolt Brecht: Válogatott versek (1959)
- Johann Wolfgang von Goethe: Faust. 2. rész. (1961)
- A. P. Mezsirov: Búcsú a hótól (1974)
- Eugen Eschner: Gergő király. Színmű három felvonásban. (1975)
- Kettőshangzat. Válogatott versfordítások (1976)
- Gerhart Hauptmann: Patkányok. Berlini tragikomédia (1981)
- Janus Pannonius válogatott munkái [1982)
- Janus Pannonius: Pajzán epigrammák (1986]
- Hélinand de Froidmont: A halál versei. 2. átd. kiad. (1989)
- Rainer Maria Rilke legszebb versei (1994)
- Francesco Petrarca legszebb versei (1995)
- Friedrich Nietzsche: A vidám tudomány (1997)
- Robert Régnier: Arisztotelész rablólétrája. Történelmi groteszk hat részben (1998)
- Drámafordítások. (E. Eschner, G. Hauptmann, R. Regnier színművei egy kötetben) (1998)

## Díjai, elismerései
- Baumgarten-jutalom (1947)
- Szocialista Kultúráért (1954)
- József Attila-díj (1957, 1972)
- Kiváló Népművelő (1961)
- Felszabadulási Emlékérem (1970)
- „25 éves a magyar könyvtárügy” emlékérem (1974)
- Janus Pannonius Művészeti Érem (1975)
- A Munka Érdemrend arany fokozata (1976)
- Pécs Város Művészeti Díja (1977)
- A Művészeti Alap Nagydíja (1981)
- Kodály Zoltán-emlékérem (1983)
- Kossuth-díj (1985)
- Pécs díszpolgára (1986)
- Baranyáért Emlékérem (1986)
- Pro Urbe Pécs (1986)
- Áprily-díj (1987)
- A Magyar Köztársasági Érdemrend középkeresztje (1991)
- Pro Civitate díj (1991)
- Posztumusz Szinnyei Júlia-emlékdíj (1996)

## Emlékezete
- 2013. január 1-e óta nevét viseli a volt Baranya Megyei Könyvtár, amely ma a Pécsi Tudásközpontban működik.

## Szakirodalom
Tűz Tamás: A halál rokonai (Irodalmi Újság 1968/13.)

## Videófelvételek
- A város oldalában, emlékműsor: Csorba Győző portréja – Duna TV (1995.12.02.) – Youtube.com, Közzététel: 2019. június 3.
- Felavatták Csorba Győző új emlékszobáját. Pécs, 2010. szeptember 14. Tudásközpont, I. emelet. – Youtube.com, Közzététel: 2010. szeptember 20.
- Csorba Győző díjátvétele – Művészetek Háza, Pécs (1991.12.19.) Csorba Győző, a Magyar Köztársaság Érdemrend Középkeresztje kitüntetést vette át Göncz Árpád köztársasági elnöktől. Pécs TV. – Youtube.com, Közzététel: 2012. július 19.
- Csorba Győző családjával, Pécsett a Damjanich utcai házának kertjében. Némafilm, kézi kamerával készült. A film az üres kockák után folytatódik! Az első részlet 1965, a második 1967 körül készült. Feltöltötte: Pintér László. – Youtube.com, Közzététel: 2010. augusztus 28.
- Pintér László. A Csorba Győző Társaság alakuló közgyűlésére készített képösszeállítás. – Youtube.com, Közzététel: 2015. május 10.
- [https://www.youtube.com/watch?v=RpOMuKsEOpQ  „Visszanézés" – Töredékek egy beszélgetésből Csorba Győző 75. születésnapján (1995.11.23.) – Youtube.com, Közzététel: 2012. július 18.
- [https://www.youtube.com/watch?v=eIhjXCvAXTE Csorba Győző Emlékest 1. rész (2016.11.16.) Pécs, Civil Közösségek Háza 2017. január 6. – Youtube.com, Közzététel: 2017. január 16.
- Csorba Győző Emlékest 2. rész (2016.11.16.) Pécs, Civil Közösségek Háza – Youtube.com, Közzététel: 2017. január 16.
- Csorba Győző Emlékest 3. rész (2016.11.16.) Pécs, Civil Közösségek Háza – Youtube.com, Közzététel: 2017. január 16.
- In memoriam Csorba Győző (1995.) Pécs TV – Youtube.com, Közzététel: 2020. június 29.
- Ocsúdó évek. Részlet Csorba Győző hasonló című önéletrajzi költeményéből. Pintér László: Részlet a Duna Televízióban 1995. december 2-án bemutatott filmből. A felvétel háttérképei 1982-ben készültek Pécsett. Előadó Győry Emil színművész. – Youtube.com, Közzététel: 2013. február 22.